# La playa de los ahogados
La playa de los ahogados és una pel·lícula espanyola de drama i suspens dirigida per Gerardo Herrero, adaptació de l'obra A praia dos afogados de Domingo Villar. Va ser estrenada el 10 d'octubre de 2015 en 110 sales d'Espanya, 20 d'elles a Galícia, en una versió doble, en gallec i en castellà. És protagonitzada per Carmelo Gómez, que interpreta al detectiu Leo Caldas, Pedro Alonso en el paper de Valverde, i Luis Zahera com Arias. El rodatge es va realitzar a Nigrán i a Vigo, amb exteriors a la praia de Madorra, Panjón i el nucli urbà de la ciutat olívica.

## Argument

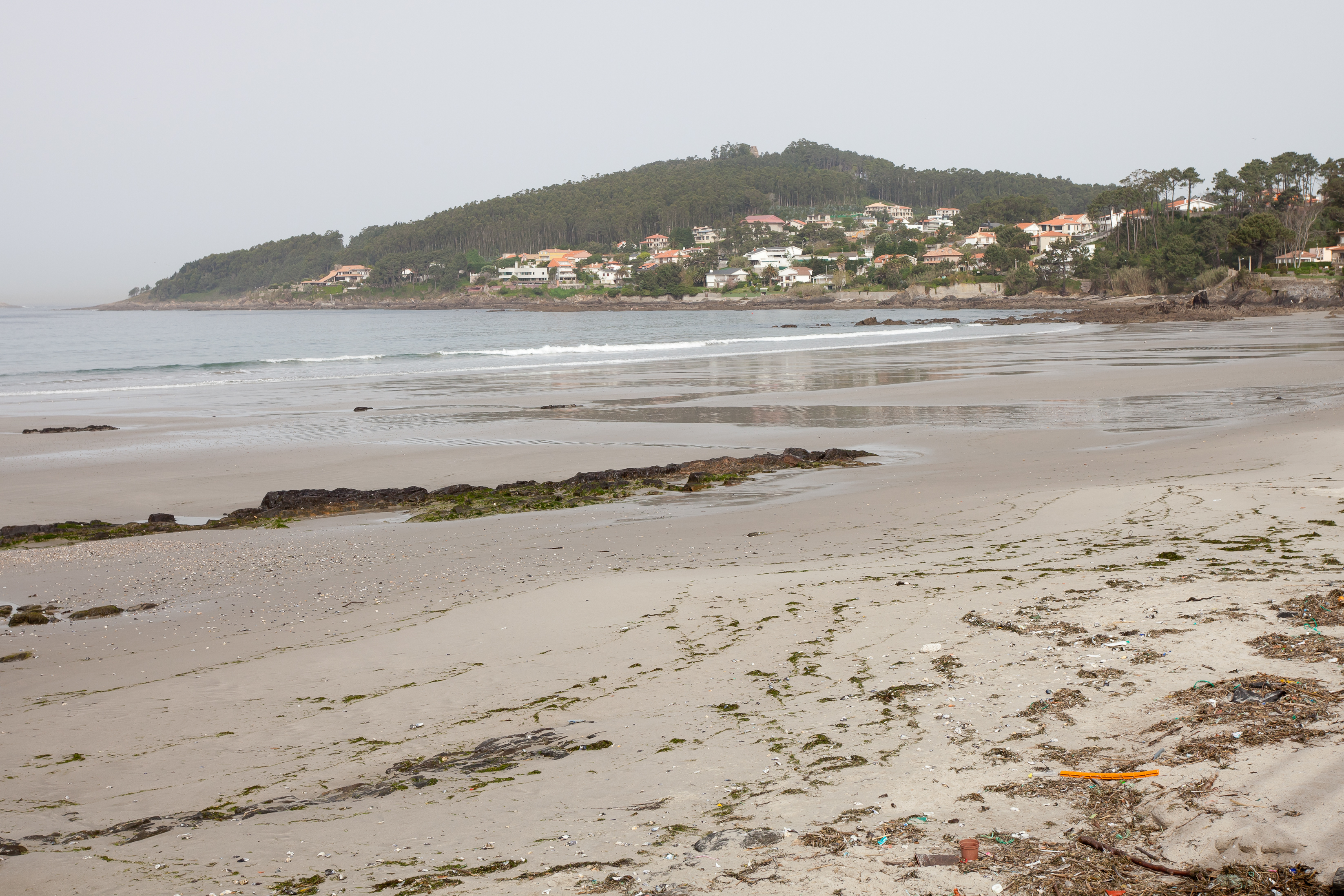
Praia de Madorra, un dels escenaris de la pel·lícula.

Un matí, el cadàver d'un mariner és arrossegat per la marea fins a la costa. Si no tingués les mans lligades a l'esquena, Justo Castelo seria un altre dels fills de la mar que va trobar la mort entre les aigües mentre pescava. Sense testimonis ni pistes de l'embarcació del mort, el lacònic inspector Leo Caldas se submergirà en l'ambient mariner de la vila, tractant de solucionar el crim.

## Repartiment
- Carmelo Gómez com Leo Caldas.
- Luis Zahera com José Arias.
- Pedro Alonso com Marcos Valverde.
- Tamar Noves com Diego Neira (fuster).
- Darío Loureiro com Diego Neira (jove).
- Marta Larralde com Alicia Castelo.
- Celia Freijeiro com Ana (dona de Valverde).
- Antonio Garrido com Rafael Estévez.
- Lucía Regueiro com Rebeca Neira.
- Carlos Blanco com Hermida.
- Fernando Morán com Manuel Trabazo.
- Rosa Álvarez com Lola (dona de Trabazo).
- Celso Bugallo com a pare de Caldas.
- Déborah Vukusic com Clara García.
- Luis Iglesia com Guzmán Barrio (forense).
- Fran Peleteiro com Ferro.
- Vicente Montoto com Alberto (oncle de Caldas).
- María Vázquez com Irene Vázquez (farmacèutica).
- Ernesto Chao com Somoza.
- Celso Parada com a Amo Eligio.
- Pepo Suevos com a Sotsinspector Lanja.
- Betlem Constenla com Veciña d'Arias.
- Rei Chao com Antonio Sousa.
- Manolo Romón com a metge de l'hospital.